# Gare de Rion-des-Landes
La gare de Rion-des-Landes est une gare ferroviaire française (fermée) de la ligne de Bordeaux-Saint-Jean à Irun, située sur le territoire de la commune de Rion-des-Landes, dans le département des Landes, en région Nouvelle-Aquitaine.

## Situation ferroviaire
Établie à 68 mètres d'altitude, la gare de Rion-des-Landes est située au point kilométrique (PK) 122,043 de la ligne de Bordeaux-Saint-Jean à Irun, entre les gares de Morcenx (ouverte) et Laluque, cette dernière étant fermée au trafic voyageurs.

## Histoire

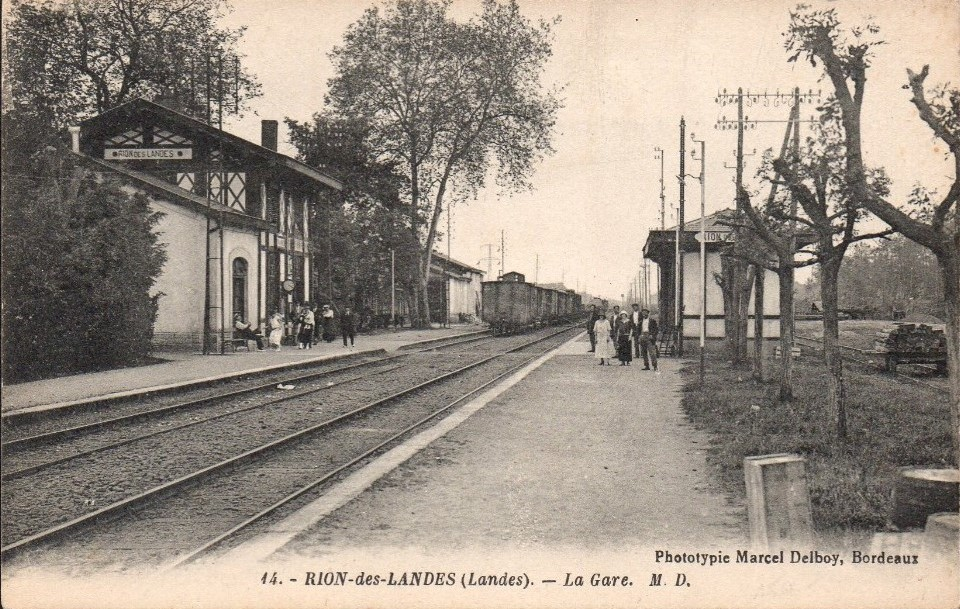
La gare, au début du XXe siècle.

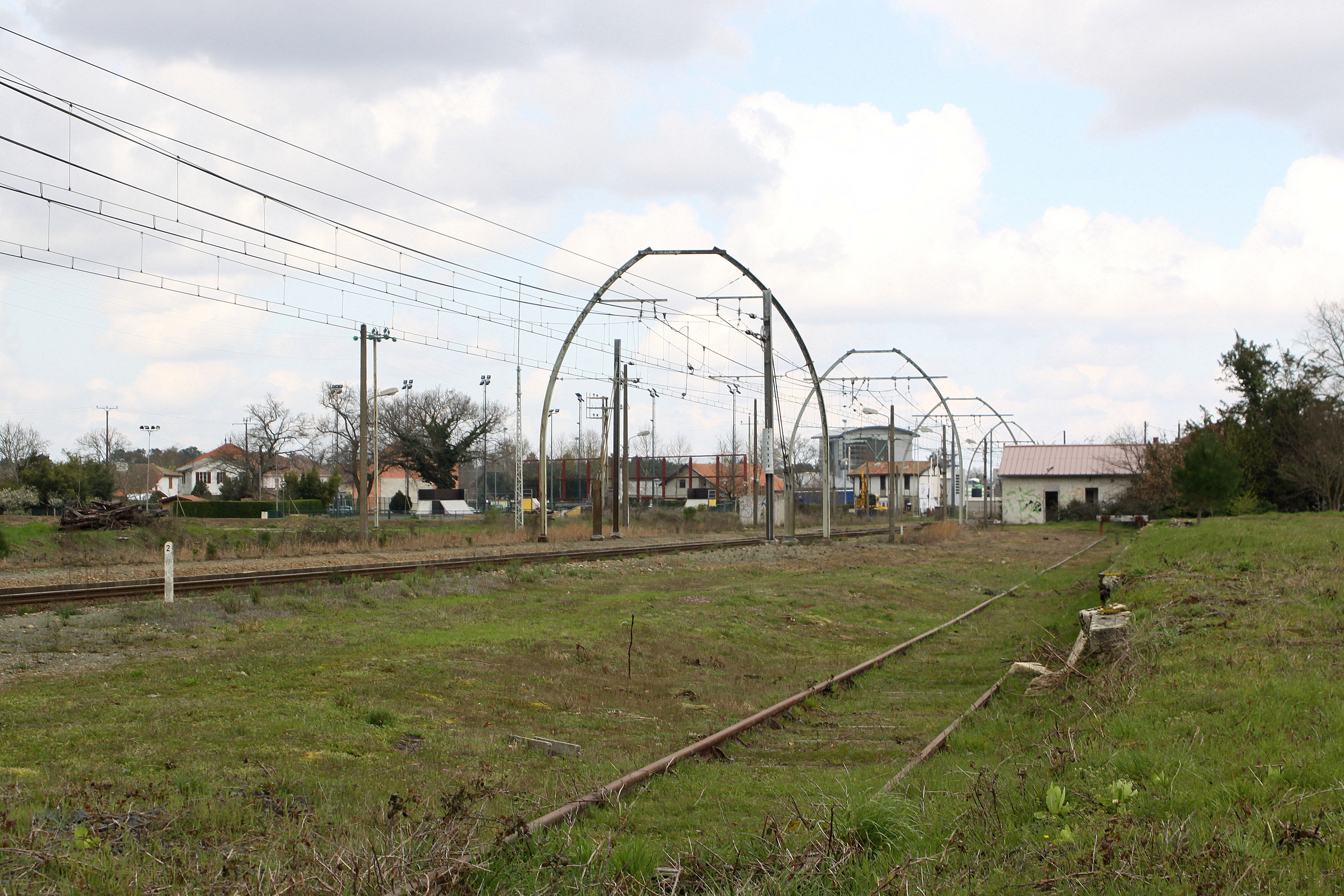
La gare, en 2013.

La première gare de Rion a été construite en 1853, avec la ligne Bordeaux – Hendaye. Elle accueille son premier train le 15 août 1854.
À partir des années 1970, le trafic de voyageurs décline rapidement. Seuls deux trains assuraient ce trafic, un le matin en direction de Dax et l'autre le soir en direction de Bordeaux. Le trafic de marchandises se composait des wagons de produits chimiques de la MLPC, des palettes de la scierie Neurisse (autrefois derrière la gare) et du charbon de bois d'une entreprise de Tartas.
Le bâtiment du XIXe siècle est détruit puis remplacé par l'actuel en 1978. La gare finit par être fermée en mai 1988.
Par ailleurs, deux installations terminales embranchées desservent toujours une usine de bois (Egger Panneaux et Décors) et une usine chimique (MLPC), toutes deux situées sur la commune.
Abandonné et squatté, le bâtiment voyageurs est détruit en février 2022[réf. souhaitée].